# Holocheilus hieracioides
Holocheilus hieracioides là một loài thực vật có hoa trong họ Cúc. Loài này được (D.Don) Cabrera mô tả khoa học đầu tiên năm 1968.